# Agonis theiformis
Agonis theiformis är en myrtenväxtart som beskrevs av Johannes Conrad Schauer. Agonis theiformis ingår i släktet Agonis och familjen myrtenväxter. Inga underarter finns listade i Catalogue of Life.